# Le Fouilloux
Le Fouilloux település Franciaországban, Charente-Maritime megyében. Lakosainak száma 760 fő (2022. január 1.). Le Fouilloux Sauvignac, Boresse-et-Martron, Boscamnant, La Genétouze, Montguyon, Neuvicq, Saint-Aigulin, Saint-Martin-de-Coux és Saint-Pierre-du-Palais községekkel határos.

## Népesség
A település népességének változása:
| Lakosok száma | 925  | 667  | 615  | 664  | 755  | 764  | 774  | 771  | 770  | 760  |
|               | 1968 | 1982 | 1990 | 2006 | 2013 | 2015 | 2017 | 2019 | 2020 | 2022 |